# Division 1 1958-1959
La Division 1 1958-1959 è stata la 21ª edizione della massima serie del campionato francese di calcio, disputato tra il 17 agosto 1958 e il 31 maggio 1959 e concluso con la vittoria del Nizza, al suo quarto titolo.
Capocannoniere del torneo è stato Thadée Cisowski (RC Paris) con 30 reti.

## Stagione

### Avvenimenti
Il girone di andata venne dominato dal RC Paris, prima squadra a prendere il comando solitario della classifica al quarto turno. Principali rivali dei parigini furono Stade Reims e Strasburgo, autori di un aggancio all'ottava giornata, il Nizza e il Nîmes: questi ultimi compirono, a novembre, una rimonta che li portò a concludere in testa il girone di andata.
Nel girone di ritorno emerse definitivamente il Nizza, che nelle prime giornate lottò contro il RC Paris e il Nîmes, per guadagnare il comando definitivo della classifica alla ventottesima giornata e assicurarsi il quarto titolo nazionale con un turno di anticipo.
All'ultima giornata vennero decisi gli ultimi verdetti in zona retrocessione che videro condannate il neopromosso FC Nancy e il blasonato Lilla. Le due squadre accompagnarono l'Olympique Alès, retrocesso con due gare di anticipo e l'Olympique Marsiglia che, in grave ritardo sulle altre concorrenti già al giro di boa, incappò nella prima retrocessione della sua storia, divenendo peraltro l'ultimo club fondatore della Division 1 a lasciare la massima serie.

## Classifica finale
|  | Pos. | Squadra             | Pt | G  | V  | N  | P  | GF | GS | MR    |
|  | ---- | ------------------- | -- | -- | -- | -- | -- | -- | -- | ----- |
|  | 1.   | Nizza               | 56 | 38 | 24 | 8  | 6  | 80 | 38 | 2,105 |
|  | 2.   | Nîmes               | 53 | 38 | 21 | 11 | 6  | 75 | 40 | 1,875 |
|  | 3.   | RC Paris            | 49 | 38 | 18 | 13 | 7  | 84 | 47 | 1,787 |
|  | 4.   | Stade Reims         | 48 | 38 | 19 | 10 | 9  | 84 | 59 | 1,424 |
|  | 5.   | Sochaux             | 43 | 38 | 17 | 9  | 12 | 70 | 64 | 1,091 |
|  | 6.   | Saint-Étienne       | 40 | 38 | 16 | 8  | 14 | 68 | 73 | 0,932 |
|  | 7.   | Angers              | 39 | 38 | 13 | 13 | 12 | 66 | 58 | 1,138 |
|  | 8.   | Monaco              | 39 | 38 | 14 | 11 | 13 | 52 | 51 | 1,02  |
|  | 9.   | Olympique Lione     | 39 | 38 | 16 | 7  | 15 | 62 | 68 | 0,912 |
|  | 10.  | Sedan               | 38 | 38 | 12 | 14 | 12 | 65 | 53 | 1,226 |
|  | 11.  | Strasburgo          | 38 | 38 | 14 | 10 | 14 | 65 | 76 | 0,855 |
|  | 12.  | Rennes              | 36 | 38 | 13 | 10 | 15 | 61 | 61 | 1     |
|  | 13.  | Valenciennes        | 36 | 38 | 13 | 10 | 15 | 53 | 63 | 0,841 |
|  | 14.  | Tolosa              | 35 | 38 | 12 | 11 | 15 | 59 | 59 | 1     |
|  | 15.  | Limoges             | 34 | 38 | 12 | 10 | 16 | 48 | 57 | 0,842 |
|  | 16.  | Lens                | 32 | 38 | 12 | 8  | 18 | 56 | 66 | 0,848 |
|  | 17.  | FC Nancy            | 29 | 38 | 10 | 9  | 19 | 58 | 79 | 0,734 |
|  | 18.  | Lilla               | 29 | 38 | 9  | 11 | 18 | 56 | 78 | 0,718 |
|  | 19.  | Olympique Alès      | 24 | 38 | 8  | 8  | 22 | 45 | 83 | 0,542 |
|  | 20.  | Olympique Marsiglia | 23 | 38 | 6  | 11 | 21 | 50 | 84 | 0,595 |

Legenda:
      Campione di Francia e ammessa alla Coppa dei Campioni 1959-1960.
  Partecipa allo spareggio promozione-retrocessione.
      Retrocesse in Division 2 1959-1960.
Note:
Due punti a vittoria, uno a pareggio, zero a sconfitta.

### Squadra campione
| Formazione tipo                                                                                | Giocatori (presenze)       |
| ---------------------------------------------------------------------------------------------- | -------------------------- |
| Lamia Chorda Scannella Gonzales Cornu Milazzo Koczur Alba Muro Nurenberg Foix                  | Georges Lamia (38)         |
| Lamia Chorda Scannella Gonzales Cornu Milazzo Koczur Alba Muro Nurenberg Foix                  | Vincent Scannella (24)     |
| Lamia Chorda Scannella Gonzales Cornu Milazzo Koczur Alba Muro Nurenberg Foix                  | André Chorda (32)          |
| Lamia Chorda Scannella Gonzales Cornu Milazzo Koczur Alba Muro Nurenberg Foix                  | César Héctor Gonzales (36) |
| Lamia Chorda Scannella Gonzales Cornu Milazzo Koczur Alba Muro Nurenberg Foix                  | Alain Cornu (30)           |
| Lamia Chorda Scannella Gonzales Cornu Milazzo Koczur Alba Muro Nurenberg Foix                  | François Milazzo (31)      |
| Lamia Chorda Scannella Gonzales Cornu Milazzo Koczur Alba Muro Nurenberg Foix                  | Jean-Pierre Alba (31)      |
| Lamia Chorda Scannella Gonzales Cornu Milazzo Koczur Alba Muro Nurenberg Foix                  | Ferry Koczur (34)          |
| Lamia Chorda Scannella Gonzales Cornu Milazzo Koczur Alba Muro Nurenberg Foix                  | Alberto Muro (36)          |
| Lamia Chorda Scannella Gonzales Cornu Milazzo Koczur Alba Muro Nurenberg Foix                  | Jacques Foix (38)          |
| Lamia Chorda Scannella Gonzales Cornu Milazzo Koczur Alba Muro Nurenberg Foix                  | Vic Nurenberg (37)         |
| Altri giocatori: Omar Barrou (23), Alphonse Martinez (12), Jacques Faivre (15), René Vergé (1) |                            |

## Statistiche

### Capoliste solitarie
|    | —— | —— | ——       | ——       | ——       | ——       | —— | —— | ——       | ——       | ——       | ——       | ——       | ——       | ——       | ——       | ——       | ——    | ——       | ——  | ——  | ——    | ——    | ——    | ——  | ——  | ——    | ——    | ——    | ——    | ——    | ——    | ——    | —— |  |
|    |    |    | RC Paris | RC Paris | RC Paris | RC Paris |    |    | RC Paris | RC Paris | RC Paris | RC Paris | RC Paris | RC Paris | RC Paris | RC Paris | RC Paris | Nîmes | RC Paris |     |     | Nizza | Nizza | Nizza |     |     | Nizza | Nizza | Nizza | Nizza | Nizza | Nizza | Nizza |    |  |
|    |    |    |          |          |          |          |    |    |          |          |          |          |          |          |          |          |          |       |          |     |     |       |       |       |     |     |       |       |       |       |       |       |       |    |  |
|    |    |    |          |          |          |          |    |    |          |          |          |          |          |          |          |          |          |       |          |     |     |       |       |       |     |     |       |       |       |       |       |       |       |    |  |
| 1ª | 2ª | 3ª | 4ª       | 5ª       | 6ª       | 7ª       | 8ª | 9ª | 10ª      | 11ª      | 12ª      | 13ª      | 14ª      | 15ª      | 16ª      | 17ª      | 18ª      | 19ª   | 20ª      | 21ª | 22ª | 23ª   | 24ª   | 25ª   | 26ª | 27ª | 28ª   | 29ª   | 30ª   | 31ª   | 32ª   | 33ª   | 34ª   |    |  |

#### Classifica marcatori
| Gol |  |  | Giocatore          | Squadra         |
| --- |  |  | ------------------ | --------------- |
| 30  |  |  | Thadée Cisowski    | RC Paris        |
| 24  |  |  | Hassan Akesbi      | Nîmes           |
| 24  |  |  | Just Fontaine      | Stade Reims     |
| 23  |  |  | Mahi Khennane      | Rennes          |
| 20  |  |  | Roger Piantoni     | Stade Reims     |
| 19  |  |  | Henri Skiba        | Nîmes           |
| 19  |  |  | Samuel Edimo       | Sochaux         |
| 19  |  |  | Antoine Groschuski | Strasburgo      |
| 18  |  |  | Stéphane Bruey     | Angers          |
| 18  |  |  | Jacques Foix       | Nizza           |
| 18  |  |  | Eugène N'Jo Léa    | Saint-Étienne   |
| 18  |  |  | Ginès Liron        | Valenciennes    |
| 17  |  |  | René Fatoux        | Lilla           |
| 16  |  |  | Lucien Cossou      | Olympique Lione |
| 16  |  |  | Alberto Muro       | Nizza           |

## Percorso dei club nelle coppe europee
| Club            | Competizione       | Risultato   | Ultimo avversario |
| --------------- | ------------------ | ----------- | ----------------- |
| Stade Reims     | Coppa dei Campioni | Finale      | Real Madrid (0-2) |
| Olympique Lione | Coppa delle Fiere  | Primo turno | Inter (0-7; 1-1)  |